# Alec Head
Alec Head nació el 31 de julio de 1924 y falleció el 22 de junio de 2022 en las Bahamas. Fue un importante entrenador y criador de caballos de carreras en Francia.

## Biografía

Chaquetilla de Mme Alec Head

Head fue el dueño del Haras du Quesnay, cerca de Deauville. Descendiente de entrenadores que fundaron el English Racing Colony de Chantilly, el abuelo de Head fue un jockey que luego fue entrenador, también su padre William Head, que fue un exitoso jockey, entrenador y propietario de caballos tanto de carreras de liso como the steeplechase.
Después de una breve etapa como jockey tanto en liso como en obstáculos en la década de 1940, tuvo que colgar la fusta en 1947, con solamente 23 años, tras una caída. Inmediatamente después comenzó a entrenar caballos donde obtuvo grandes éxitos para las cuadra Wertheimer y Aga Khan para los que ganó hasta en cuatro ocasiones el Prix de l'Arc de Triomphe.
Head ganó también el Derby de Epsom, una de las carreras más importantes del mundo.
Alec Head es padre de la entrenadora Christiane Head, que fue la primera mujer en entrenar a un ganador del l'Arc (Three Troikas en 1976, con los colores de su madre Ghislaine Head) y del jockey y entrenador Freddy Head, ambos con dos de los mejores palmarés de las carreras francesas. En 1998, toda la familia fue galardonada por su contribución al mundo de las carreras de caballos con el Daily Telegraph Award of Merit. El 22 de junio de 2022 Head falleció en Bahamas con 97 años y un año más tarde, el Prix de la Nonette (Grupo 2) que se disputa durante el Meeting veraniego de Deauville, fue rebautizado como Prix Alec Head en su memoria. 
De su padre, Freddy Head dijo: Durante su vida, ha visto pasar más de dos millones de caballos. Es capaz de ver un foal de solo unos días durante treinta segundos y reencontrarse con él dos años más tarde y reconocerlo desde un primer momento.

## Haras du Quesnay
En 1958, Alec Head, su padre y su hermano Peter adquirieron el Haras du Quesnay, en Vauville (Calvados), un castillo del siglo ⅹⅴ rodeado de 270 hectáreas de terreno. Alec Head llevó a cabo una importante renovación de las instalaciones y en 1959 alojó a su primer semental. Durante los años siguientes, él y su mujer Ghislaine Head desarrollaron una de las yeguadas más importantes de Francia, importante yeguas y líneas de toda Europa y Estados Unidos. Allí se han criado importantes sementales y yeguas de cría. 
En la década de 1960, Head entrenaba más de 140 caballos, la gran mayoría propiedad de Pierre Wertheimer y del Príncipe Aga Khan.

## Palmarés selectivo como entrenador
Francia
- Prix de l'Arc de Triomphe – 4 – Nuccio (1952), Saint Crespin (1959), Ivanjica (1976), Gold River (1981)
- Prix du Jockey Club – 3 – Charlottesville (1960), Roi Lear (1973), Val de l'Orne (1975)
- Prix de Diane – 2 – Pistol Packer (1971), Reine de Saba (1978)
- Poule d'Essai des Poulains – 4 – Buisson Ardent (1956), Riverman (1972), Green Dancer (1975), Red Lord (1976)
- Poule d'Essai des Pouliches – 5 – Toro (1957), Yla (1958), Ginetta (1959), Ivanjica (1975), Dancing Maid (1978)
- Grand Prix de Paris – 1 – Charlottesville (1960)

 Reino Unido
- Derby de Epsom – 1 – Lavandin (1956)
- 2000 Guineas Stakes – 1 – Taboun (1959)
- 1000 Guineas Stakes – 1 – Rose Royale II (1957)
- King George VI & Queen Elizabeth Stakes – 1 – Vimy (1955)
- Queen Elizabeth II Stakes – 2 – Hafiz II (1955), Midget II (1957)
- Coronation Stakes – 2 – Midget II (1956), Toro (1957)
- Champion Stakes – 1 – Hafiz (1955), Rose Royale (1957)
- Gold Cup – 1 – Sheshoon (1960)